# Пежо тип 8
Пежо тип 8 (фр. Peugeot Type 8) је био мали аутомомобил произведен између 1893. и 1896. од стране француског произвођача аутомобила Пежо у њиховој фабрици у Валентину.
Аутомобил је покретао четворотактни, двоцилиндрични мотор снаге 3-3,75 КС и запремине 1282 cm³ произведен у фабрици Панард и Левасо по лиценци Дајмлера. Мотор је постављен позади и преко ланчаног преноса давао погон на задње точкове. Максимална брзина возила је 18 км/ч.
Међуосовинско растојање је 1610 mm, размак точковав 1290 mm предњих и 1310 mm задњих, дужина аутомобила је 2750 mm, ширина 1500 mm и висина 2200 mm. Каросерија је Викторија фетон где са простором за четири особе. Један примерак типа 8 се налази у Пежоовом музеју у Сошоу, а други у Милузу у музеју аутомобила (Cité de l’Automobile) колекција Шлумф.

## Галерија
- Пежо тип 8 из 1894. године
- Пежо тип 8 из 1893. године